# Miniophyllodes catalai
Miniophyllodes catalai är en fjärilsart som beskrevs av Pierre E.L. Viette 1950. Miniophyllodes catalai ingår i släktet Miniophyllodes och familjen nattflyn. Inga underarter finns listade i Catalogue of Life.